# Bùi Văn Huấn
Bùi Văn Huấn (sinh năm 1945) là một tướng lĩnh cấp cao trong Quân đội nhân dân Việt Nam, hàm Thượng tướng, nguyên Ủy viên Trung ương Đảng các khoá: khoá VIII (1996 - 2001), khoá IX (2001 - 2006), khoá X (2006-2011), nguyên Phó Tư lệnh về chính trị Quân khu 9; Phó Chủ nhiệm Tổng cục Chính trị QĐND (2003-2011).

## Thân thế và sự nghiệp
• Năm 1961, ông tham gia tự vệ mật, hoạt động trong lòng địch tại thị xã Long Xuyên, được kết nạp vào Đoàn Thanh niên Lao động.
• Năm 1964, là chiến sĩ biệt động, ông chiến đấu dũng cảm và mưu trí, được cất nhắc lên Trung đội trưởng, Bí thư chi bộ Đội Biệt động thị xã và năm 1970 là Chính trị viên phó Thị đội Long Xuyên.
• Đầu năm 1971, ông là Chính trị viên Đại đội trinh sát tỉnh; rồi lần lượt giũ các chức vụ: Chính trị viên Đại đội 1 - Tiểu đoàn 512, Phó Chính trị viên Tiểu đoàn, Đảng uỷ viên Tiểu đoàn 512, Bí thư Đảng uỷ tiểu đoàn; Đảng uỷ viên Đảng uỷ Quân sự tỉnh An Giang. Ông cùng lực lượng vũ trang và nhân dân An Giang giải phóng tỉnh nhà ngày 30/4/1975.
• Tháng 6/1977, ông được cử làm Chủ nhiệm Chính trị, rồi Phó Chính uỷ, Phó Bí thư Đảng uỷ Trung đoàn 162.
• Tháng 8/1980, ông được bổ nhiệm Phó Tham mưu trưởng Bộ Chỉ huy Quân sự tỉnh An Giang, Thiếu tá.
• Năm 1982, ông được bổ nhiệm Phó Chỉ huy trưởng/Tham mưu trưởng Đoàn 9905, Đảng uỷ viên Đảng uỷ Quân sự tỉnh An Giang.
• Đầu năm 1983, ông được bổ nhiệm Phó Chủ nhiệm Chính trị Bộ Chỉ huy Quân sự tỉnh An Giang.
• Tháng 8/1984, ông được bổ nhiệm Chủ nhiệm Chính trị, Phó Chỉ huy trưởng về chính trị, Phó Bí thư Đảng uỷ Quân sự tỉnh An Giang và được bầu vào Ban Chấp hành Đảng Bộ tỉnh An Giang.
• Đến tháng 10/1989, ông được bổ nhiệm Chỉ huy trưởng Bộ chỉ huy Quân sự tỉnh An Giang, Phó Bí thư Đảng uỷ Quân sự tỉnh và được bầu vào Ban Thường vụ Tỉnh uỷ An Giang.
• Cuối năm 1993, ông được bổ nhiệm giữ chức vụ Chủ nhiệm Chính trị Quân khu 9.
• Tháng 7/1995, ông được bổ nhiệm chức vụ Phó Tư lệnh về chính trị Quân khu 9.
• Năm 2003, bổ nhiệm giữ chức Phó Chủ nhiệm Tổng cục Chính trị.
• Tháng 7-1996 ông được bầu vào Ban Chấp hành Trung ương Đảng khóa VIII (1996-2001).
• Tháng 4-2001 ông được bầu vào Ban Chấp hành Trung ương Đảng khóa IX (2001-2006).
• Tháng 4-2006 ông được bầu vào Ban Chấp hành Trung ương Đảng khóa X (2006-2011).
• Năm 2011, ông nghỉ hưu.

## Lịch sử thụ phong quân hàm
| Cấp bậc | Thiếu tướng | Trung tướng | Thượng tướng |  |  |  |  |  |  |  |
|         |             |             |              |  |  |  |  |  |  |  |

## Vinh danh
- Huân chương Độc lập hạng Nhì
- Huân chương Quân công hạng Nhất
- Huân chương Chiến công Giải phóng hạng Nhất, Nhì, Ba
- Huy hiệu 55 tuổi Đảng